# 毒素

有毒な物質あるいは環境を示すハザードシンボル。

毒素（どくそ、独: toxin）は、生細胞あるいは生体内で産生される有毒物質である。したがって、人為的過程によって作り出された人工物質は除外される。Toxinは古代ギリシャ語のτοξικόν (toxikon) に由来する。この用語 (toxin) は有機化学者ルートヴィヒ・ブリーガー（1849年-1919年）によって初めて使用された。
生体内で産生されたものではない有毒物質には、英語では「toxicant」および「toxics」が使われることがある。
毒素には低分子、ペプチド、タンパク質があり、生体組織と接触あるいは吸収され、酵素あるいは受容体といった生体高分子と相互作用することにより病気を引き起こすことができる。
毒素によってその重症度には、軽度のもの（例えばハナバチの針に含まれる毒素）から致死のもの（ボツリヌストキシンなど）まで大きく差異がある。

## 用語法
毒素は生産の方法によってその他の化学試薬としばしば区別される。毒素という単語は伝達方法を特定せず（英語のVenomは、特定の動物が「咬む」「刺す」といった行為によって相手に注入する毒を指す）、単純に生物が生産した毒であることを意味する。
赤十字国際委員会による生物兵器禁止条約のレビューによれば、「毒素は生物の有毒生成物である; 生物剤とは異なり、これらは無生物であり自身を複製することができない」、そして「この条約の署名から、生物剤 (biological agents) あるいは毒素 (toxins) の定義に関する締約国間での論争は存在しない」。
合衆国法典第18編によれば、「"toxin" という用語は、どのような起源および生産方法でも、植物、動物、微生物（細菌、ウイルス、真菌、リケッチア、原生生物を含むがこれに限定されるものではない）の有毒な素材あるいは生産物、あるいは感染性物質、あるいは組み換えあるいは合成分子を意味する」。
やや非公式の個別の毒素の用語法では、毒素をそれらの作用が最も著しい解剖学的部位と関連付けている。
- ヘモトキシン（英語版）（血液毒）、は赤血球の破壊（溶血）を引き起こす。
- フォトトキシン（英語版）、は危険な光過敏性を引き起こす。

さらには、毒素は、生物によって分泌される外毒素と、細菌が溶解した時に主に放出される内毒素に分類することができる。
関連用語には以下のものがある。
- トキソイド（類毒素）: 外毒素の毒性を弱めた、消失させたもの。
- Venom: ある種の動物によって用いられる毒素を意味する。

## 生物毒素
「生物毒素」(biotoxin) という用語は、生物学的起源を明確に確認するために使用されることがある。
微生物によって生産された毒素は、微生物の病原性と宿主の免疫応答の回避の一方あるいは両方に関与する重要なビルレンス（毒力）決定因子である。 
生物毒素は目的および機構で大きく差異があり、非常に複雑なタンパク質もあり（イモガイの毒素 (venom) は多数の低分子タンパク質を含んでいる）、比較的小さなタンパク質もある。
自然における生物毒素には以下に示す主要な功能がある。
- 咬傷（毒蛇、クモ、ムカデ、ヒョウモンダコ、コモドオオトカゲ、ドクトカゲ、ハイチソレノドン）
- 針・棘（刺胞動物、サソリ、ハチ、イモガイ、ミノカサゴ、アカエイ、オニオコゼ、カモノハシ、ガンガゼ）
- 触れ・食中毒（フグ、ピトフーイ、裸鰓類、ヤドクガエル、ファイアサラマンダー、アカハライモリ、有毒植物、毒キノコ）
- 噴出（ミイデラゴミムシ、シロアリ、ヒキガエル、ツチハンミョウ）

シアノトキシン（藍藻毒）の生物学的役割については不明である。種間相互作用に関与する他感作用物質（アレロケミカル）として作用しているという仮説が提唱されているが、有効濃度などの点から異論がある。
その他よく知られた生物毒素の種類の一部を示す。
- シアノトキシン: 藍藻（シアノバクテリア）が生産する
- ヘモトキシンは赤血球を標的とし破壊する。血流にのって輸送される。ヘモトキシンを生産する生物には以下のものがいる。
  - ガラガラヘビといったマムシ亜科の毒蛇
- ネクロトキシンは細胞の壊死（ネクローシス）を引き起こす。ネクロトキシンを有する生物には以下のものがいる。
  - ドクイトグモ
  - パフアダー (Bitis arietans)
  - 壊死性筋膜炎（人食いバクテリア、化膿レンサ球菌）
- 神経毒（ニューロトキシン）は動物の神経系に主に影響を与える。神経毒素を有する生物には以下のものがいる。
  - クロゴケグモ（英語版）ならびにその他のゴケグモ類
  - ほとんどのサソリ
  - ハコクラゲ
  - コブラ
  - イモガイ
- 細胞毒素（サイトトキシン）は個々の細胞レベルにおいて有毒である。
  - リシンはトウゴマに含まれる植物毒素である。
- ハチ毒（アピトキシン）
- マイコトキシンは真菌によって生産される毒素である。穀物やその他の食品に含まれる毒素の一般的な源。
- 好酸球由来神経毒はヒトのRNASE2遺伝子のコードされている毒素である。好酸球でのみ見られる。

## 環境毒素
「環境毒素」(environmental toxin) という用語がしばしば使用される。
これらの文脈においては、より正式な「毒素」の定義とは矛盾する人為的な汚染物質が明白に含まれることがある。このため、微生物の文脈外で「毒素」という単語と遭遇した時は、研究者がどのような意味でこの用語を使用しているか確認することが重要である。ヒトの健康に対して危険となりうる食物連鎖からの毒素としては以下のものがある。
- 麻痺性貝中毒（英語版） (PSP)[16][17][18]
- 記憶喪失性貝中毒（英語版） (ASP) [19][20]
- 下痢性貝中毒（英語版） (DSP) [21][22]
- 神経性貝中毒（英語版） (NSP)[23][24][25]

### 毒素に関する情報の取得
アメリカ国立医学図書館における毒および環境衛生情報プログラム (TEHIP)は、TEHIPおよびその他の政府機関が作成した毒素に関連する資料へのアクセスを含む包括的な毒性学および環境衛生に関するウェブサイトを運営している。このウェブサイトはデータベース、文献目録、指導書、その他の科学的および消費者志向の資料へのリンクを含んでいる。TEHIPはまた、ウェブで無料で利用可能な毒および環境衛生データベースの統合システムであるToxicology Data Network (TOXNET)に関与している。
TOXMAPはTOXNETの一部である地理情報システム (GIS) である。TOXMAPは、アメリカ合衆国環境保護庁 (EPA) の有害化学物質排出目録およびスーパーファンド基礎研究計画から利用者が視覚的にデータを探索するのを助けるためにアメリカ合衆国の地図を使用している。

## 非専門用語として
代替医療の文脈では、この用語は微量の農薬から精糖あるいはグルタミン酸ナトリウム (MSG) といった食品添加物のような一般的な食料品に至るまで健康を害すると主張される全ての物質に言及するためにしばしば使用される。